# 日本專賣公社
日本專賣公社簡稱專賣公社，是日本昔日為施行專賣事業而成立的特殊法人機構，屬於日本政府為經營公共事業而曾建立的「三公社五現業」之一。

## 历史

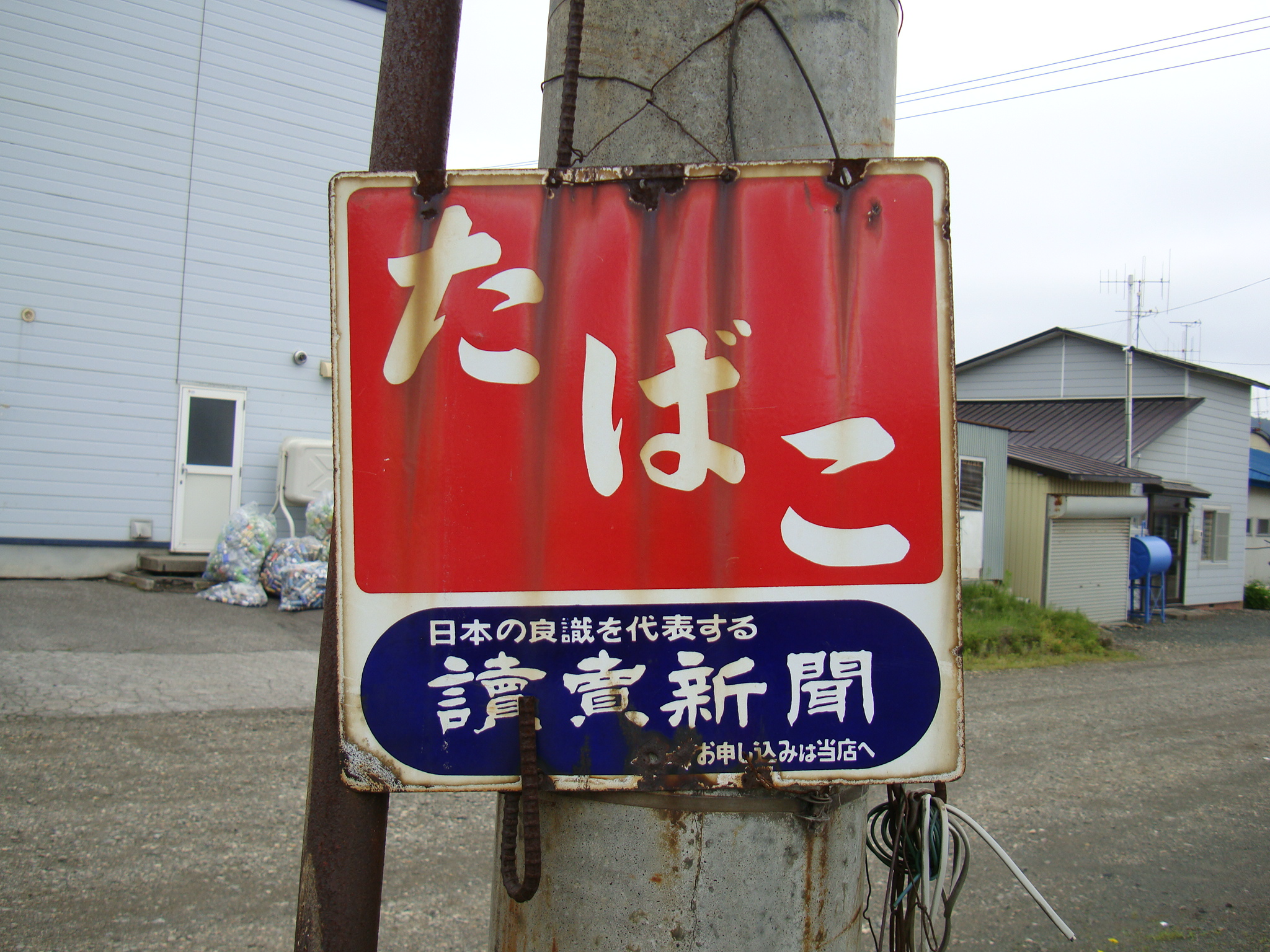
日本專賣公社授權香菸經銷店招牌

1949年6月1日，大藏省專賣局從大藏省獨立為日本專賣公社，最初的專賣項目為菸草、鹽與樟腦。1962年4月1日，解除樟腦專賣。1972年5月15日，沖繩返還，日本專賣公社在沖繩縣的菸草生產事業移轉給「琉球煙草」（琉球煙草）、「東方煙草」（オリエンタル煙草）與「沖繩煙草產業」（沖縄煙草産業）。1985年4月1日，日本專賣公社解散，改組為日本煙草產業（JT）。同日，鹽專賣業務結束。

## 關聯條目
- 專賣
- 日本煙草產業
- 三公社五現業